# Orestilla primoris
Orestilla primoris là một loài ruồi trong họ Tachinidae.